# SUPERKOMBAT
SUPERKOMBAT o SK è una federazione europeo di kickboxing fondata nel 2011. La sede principale è situata in Bucarest, Romania.
Ha collaborato con K-1. Dal 2011 la promozione ha un contratto con l'emittente televisiva Eurosport.

## Paesi ospitanti
Il primo evento si tenne nel 2011 in Romania.
I paesi che finora hanno ospitato eventi SUPERKOMBAT sono:
- Romania
- Germania
- Montenegro
- Bulgaria
- Brasile
- Emirati Arabi Uniti
- Croazia
- Austria
- Italia (dal 2013)
- Paesi Bassi (dal 2014)
- Svizzera (dal 2014)

## Classi di peso
- Pesi medi: fino agli 71 kg
- Pesi mediomassimi: fino agli 81 kg
- Pesi cruiser: fino ai 92 kg
- Pesi supercruiser: fino ai 95 kg
- Pesi massimi: oltre i 95 kg

## Atleti di rilievo
- Benjamin Adegbuyi
- Raul Cătinaș
- Sebastian Ciobanu
- Alexandru Lungu
- Alexandru Negrea
- Cătălin Moroșanu
- Andrei Stoica
- Bogdan Stoica
- Ben Edwards
- Paul Slowinski
- Zabit Samedov
- Alexey Ignashov
- Dževad Poturak
- Thiago Michel
- Alex Pereira
- Anderson Silva
- Mladen Brestovac
- Errol Zimmerman
- Tomáš Hron
- Ondřej Hutník
- Roman Kleibl
- Freddy Kemayo

- Brice Guidon
- Frank Muñoz
- Jorge Loren
- Daniel Sam
- Stefan Leko
- Mike Zambidis
- Annalisa Bucci
- Roberto Cocco
- Faldir Chahbari
- Albert Kraus
- Rico Verhoeven
- Hesdy Gerges
- Ismael Londt
- Redouan Cairo
- Jairzinho Rozenstruik
- Yoann Kongolo
- Pavel Zhuravlev
- Sergei Lascenko
- Bob Sapp
- Carter Williams
- Mighty Mo